# Hallelujah (пісня)
Hallelujah (івр. הללויה) — пісня ізраїльського гурту Milk and Honey та співачки Галі Атарі. Ця пісня представляла Ізраїль на Євробаченні 1979, ставши переможцем Євробачення того року.

## Євробачення
Спочатку, пісню хотіли подати на національний Ізраїльський відбір на Євробачення 1978, але заявка була відхилена. Пізніше, пісня була прийнята на національний Ізраїльський відбір на Євробачення 1979 і мала була виконана гуртом Hakol Over Habibi, однак гурт відмовився, а пісня була виконана гуртом Milk and Honey та співачкою Галі Атарі. Пісня виграла відбір і відправилась на конкурс. Пісня виграла конкурс і це стало четвертим випадком, коли Євробачення перемогла країна яка проводила конкурс, разом з Швейцарією, Іспанією та Люксембургом.